# Charles Walker (ruimtevaarder)
Charles David Walker (Bedford, 29 augustus 1948) is een Amerikaans voormalig ruimtevaarder. Walkers eerste ruimtevlucht was STS-41-D met de spaceshuttle Discovery en vond plaats op 30 augustus 1984. Het was de twaalfde Space Shuttlemissie en de eerste vlucht voor de Discovery.
In totaal heeft Walker drie ruimtevluchten op zijn naam staan. Hij was de eerste astronaut in de ruimte die niet bij een overheid in dienst was. In plaats van NASA werkte hij voor de McDonnell Douglas Cooperation. 